# والمير أوليفيرا دا كوستا
والمير أوليفيرا دا كوستا (17 فبراير 1958 - 28 أبريل 2021) قاضي برازيلي، وقاضيًا في محكمة العمل العليا منذ عام 2007. تم تعيينه في هذا المنصب من قبل لويز إيناسيو لولا دا سيلفا. مات دا كوستا من كوفيد 19 عن عمر يناهز 63 عامًا في برازيليا أثناء جائحة في البرازيل.